# Décennie 1990 en arts plastiques
Chronologie des arts plastiques
Années 1980 - Années 1990 - Années 2000
Cet article concerne les années 1990 en arts plastiques.

## Réalisations
- 1er décembre 1993 : à Paris, l' Obélisque de la place de la Concorde est recouvert par un préservatif rose géant, par l'association Act Up-Paris, lors de la journée mondiale de lutte contre le sida[1].